# Liste der Monuments historiques in Neuville-les-Dames
Die Liste der Monuments historiques in Neuville-les-Dames führt die Monuments historiques in der französischen Gemeinde Neuville-les-Dames auf.

## Liste der Bauwerke
| Bezeichnung       | Beschreibung              | Standort                 | Kennzeichnung | Schutzstatus | Datum | Bild           |
| ----------------- | ------------------------- | ------------------------ | ------------- | ------------ | ----- | -------------- |
| Schloss Chevigney | Erbaut im 18. Jahrhundert | Place du Chapitre (Lage) | PA00116441    | Inscrit      | 1980  | weitere Bilder |

## Liste der Objekte
- Monuments historiques (Objekte) in Neuville-les-Dames in der Base Palissy des französischen Kultusministeriums